# Himantura gerrardi
Himantura gerrardi е вид хрущялна риба от семейство Dasyatidae. Видът е световно застрашен, със статут Уязвим.

## Разпространение
Разпространен е в Индия, Малайзия (Сабах), Мианмар, Провинции в КНР, Самоа, Тайван и Шри Ланка.